# آداوان
آداوان (به تامیلی: Aadhavan) فیلمی محصول سال ۲۰۰۷ و به کارگردانی کی. اس. راویکومار است. در این فیلم بازیگرانی همچون سوریا، نایانتارا، وادیولو، مورالی، بی. ساروجا دوی، راهول دو ایفای نقش کرده‌اند.